# Caccobius matsumotoi
Caccobius matsumotoi är en skalbaggsart som beskrevs av Yves Cambefort 1990. Caccobius matsumotoi ingår i släktet Caccobius och familjen bladhorningar. Inga underarter finns listade.